# Lepidosaphes somalensis
Lepidosaphes somalensis är en insektsart som beskrevs av Malenotti 1916. Lepidosaphes somalensis ingår i släktet Lepidosaphes och familjen pansarsköldlöss.
Artens utbredningsområde är Somalia. Inga underarter finns listade i Catalogue of Life.